# Гренджвілл (Каліфорнія)
Гренджвілл (англ. Grangeville) — переписна місцевість (CDP) в США, в окрузі Кінгс штату Каліфорнія. Населення — 508 осіб (2020).

## Географія
Гренджвілл розташований за координатами 36°20′38″ пн. ш. 119°42′27″ зх. д. / 36.34389° пн. ш. 119.70750° зх. д. (36.343898, -119.707467).  За даними Бюро перепису населення США в 2010 році переписна місцевість мала площу 1,66 км², уся площа — суходіл.

## Демографія
Згідно з переписом 2010 року, у переписній місцевості мешкало 469 осіб у 162 домогосподарствах у складі 126 родин. Густота населення становила 283 особи/км².  Було 168 помешкань (101/км²).
Расовий склад населення:
| - 83,8 % — білих - 3,2 % — чорних або афроамериканців - 1,1 % — корінних американців - 1,1 % — азіатів - 8,7 % — осіб інших рас |

До двох чи більше рас належало 2,1 %. Частка іспаномовних становила 30,9 % від усіх жителів.
За віковим діапазоном населення розподілялося таким чином: 30,9 % — особи молодші 18 років, 58,0 % — особи у віці 18—64 років, 11,1 % — особи у віці 65 років та старші. Медіана віку мешканця становила 37,1 року. На 100 осіб жіночої статі у переписній місцевості припадало 112,2 чоловіків;  на 100 жінок у віці від 18 років та старших — 117,4 чоловіків також старших 18 років.
Середній дохід на одне домашнє господарство  становив 91 161 долар США (медіана — 75 313), а середній дохід на одну сім'ю — 103 048 доларів (медіана — 85 536). За межею бідності перебувало 8,0 % осіб, у тому числі 11,2 % дітей у віці до 18 років та 0,0 % осіб у віці 65 років та старших.
Цивільне працевлаштоване населення становило 207 осіб. Основні галузі зайнятості: публічна адміністрація — 30,0 %, освіта, охорона здоров'я та соціальна допомога — 27,1 %, роздрібна торгівля — 24,2 %.